# Sookie Stackhouse
Sookie Stackhouse es un personaje ficticio y protagonista de la serie de libros The Southern Vampire Mysteries, escrita por Charlaine Harris. En la adaptación televisiva de HBO, True Blood, Sookie es interpretada por Anna Paquin.

## Creación y casting
Sookie fue creada por Charlaine Harris . Harris declaró que decidió "cambiar mi estilo de escritura probando algo nuevo".  La autora dijo que para ello incluiría "todos los elementos que me encantaban: el misterio, lo sobrenatural, la aventura sangrienta y una pizca de romance. Y como la gente me había dicho durante años que tenía un gran sentido del humor, pensé Sería interesante intentar incluir eso también en el libro".  Harris pasó a establecer al protagonista de la serie. Al nombrar al personaje, Harris decidió usar el nombre de la mejor amiga de su abuela porque "era un buen apodo sureño, pensé que le vendría bien a mi heroína. Y" Stackhouse "simplemente fluyó inmediatamente después".  Sookie, Sooky, Sukie, Sukey, Sook, etc. son apodos históricos regionales del sur de EE. UU. para Susannah o Susan (en hebreo, "Lily").
La joven Sookie estuvo presente en un par de episodios, con varias actrices interpretando la versión más joven del personaje, incluida la actriz Lily Bigham.  Harris quería "escribir desde el punto de vista de un ser humano". Para hacer que Sookie fuera más interesante, ya que Harris tendría que "vivir con Sookie" mientras escribía, decidió que el personaje comenzara una relación con un vampiro como introducción a un mundo extraño. Harris luego decidió que tendría que establecer una razón por la que "la sensata Sookie" haría "una cosa tan loca" que la llevó a darle a Sookie el poder de la telepatía.  En una entrevista, Harris afirmó que hacer que Sookie se vuelva telepática es "lo peor que se me ocurre hacerle a alguien". Ella explicó esto con más detalle: "sería absolutamente horrible saber lo que la gente realmente piensa de ti".  Harris sintió que "definitivamente hay elementos de Sookie en mí, o, más correctamente, hay elementos de mí en ella. [...] ¡Ojalá fuera tan valiente como ella!"  Harris dijo que cuando escribe para Sookie es "una segunda naturaleza para mí entrar en la piel de Sookie". 
Anna Paquin fue elegida para la adaptación televisiva de HBO True Blood, y su casting se anunció el 26 de febrero de 2007.  En septiembre de 2011, Harris dijo que aunque algunos personajes de la serie fueron retratados en la adaptación televisiva como ella pretendía, Sookie no, y dijo: "Anna [Paquin] nunca ha sido como yo pienso como Sookie. Creo que hace un "Buen trabajo, pero ella no es mi Sookie". 

## Apariciones

### Literatura

#### Dead Until Dark
Sookie es una camarera telepática que trabaja en Merlotte's Bar and Grill en Bon Temps, Luisiana . Ella y su hermano Jason fueron criados por su abuela, Adele Stackhouse, después de que sus padres murieran en un accidente automovilístico. Cuando era niña, Sookie fue abusada sexualmente por su tío abuelo, Bartlett Hale.
Conoce y se enamora de Bill Compton, un vampiro por el que se siente atraída en parte porque no puede leer su mente. Sookie salva a Bill de Denise y Mack Rattray, quienes intentan drenar la sangre de su víctima para usarla como narcótico . Más tarde, Sookie es atacada por los Rattrays, pero Bill la salva y mata a sus atacantes.
Jason y Bill se convierten en sospechosos de una serie de asesinatos, debido a la presencia de marcas de colmillos en las víctimas y a sus relaciones previas con Jason. Después de que arrestan a Jason, Sookie visita un bar de vampiros, Fangtasia, en un intento de descubrir si algún vampiro conocía a las víctimas. Sookie conoce al sheriff vampiro Eric Northman, quien descubre su telepatía. Sookie usa esta habilidad para ayudar a Eric a descubrir que el vampiro Long Shadow ha estado malversando a Fangtasia. Se produce una confrontación y Eric salva la vida de Sookie apostando a Long Shadow cuando la ataca. Sookie descubre que su abuela, Adele, ha sido asesinada. Bill se va para mejorar su posición en la jerarquía vampírica. Sookie descubre que su jefe, Sam, cambia de forma . Mientras Bill no está, Sookie descubre que el asesino es el amigo de su hermano, René Lenier . Él casi la mata, pero ella se defiende y logra vencerlo. Sookie casi lo mata con una pala. Bill regresa y es ascendido a investigador de área, trabajando con Eric.

#### Living Dead in Dallas
Más tarde, Sookie es atacada por una ménade y el Dr. Ludwig la trata según las instrucciones de Eric. Luego, Eric envía a Sookie a Dallas para buscar a un vampiro desaparecido. Sookie va a la iglesia Fellowship of the Sun donde los vampiros de Dallas creen que está el vampiro desaparecido. Hugo, el socio del vampiro de Dallas, acompaña a Sookie, quien descubre que es un traidor. Eric resulta herido mientras protegía a Sookie cuando intentaba escapar de la iglesia. Luego, Eric engaña a Sookie para que ingiera su sangre para conectarse con ella. Sookie regresa a Bon Temps después de discutir con Bill, pero luego la pareja se reconcilia.

#### Club Dead
Bill desaparece después de viajar a Mississippi y Eric sospecha que Lorena, quien convirtió a Bill en vampiro, tiene la culpa. Sookie viaja a Mississippi para usar su telepatía para intentar localizar a Bill. Sookie es escoltada por Alcide Herveaux (un hombre lobo) a un bar de vampiros donde se entera de que Bill está cautivo y que el rey vampiro Russell Edgington puede estar involucrado. Mientras intenta evitar que estaquen a uno de los empleados de Russell, la propia Sookie resulta herida. Mientras recibe tratamiento médico en la mansión de Russell, Sookie se entera de que Bill está siendo torturado en la casa de la piscina. Sookie mata a Lorena y salva a Bill y, para escapar, Sookie se encierra en la parte trasera de un camión con él mientras Alcide y Tara conducen el camión. Privado de sangre, Bill bebe de Sookie. Cuando Alcide se detiene para orinar al costado de la carretera, Tara encuentra a Sookie casi muerta. Tara echa a Bill para dejarlo al sol y Tara y Alcide llevan a Sookie a un hospital donde descubren que ella no tiene tipo de sangre. Ella está en coma. Tara llama a Jason y tanto Jason como Lafayette van al hospital para sentarse con Sookie. Bill entra a la habitación y Jason le permite a Bill agregar su sangre a su vía intravenosa. Sookie se despierta en shock. Eric lleva a Sookie a casa. En el camino de regreso a Bon Temps, dos personas asaltan una gasolinera mientras buscan a Sookie y Eric. En la casa de Sookie, Eric y Sookie son atacados por varios hombres lobo que luego son asesinados. Sookie termina su relación con Bill.

#### Dead to the World
Sookie encuentra a Eric, a quien le han borrado la memoria. La segunda al mando de Eric, Pam Ravenscroft, la convence para que le permita vivir con ella. Sookie descubre que se cree que un aquelarre de brujas es responsable de la pérdida de memoria de Eric. Jason desaparece. Sookie tiene relaciones sexuales con Eric y se enamora de él. Bill dispara a la bruja responsable de la pérdida de memoria de Eric y de la maldición de Pam (lo que provoca que se rompa). Sookie usa sus poderes de hadas en Eric, lo que le hace recuperar la memoria. Jason ha sido secuestrado y retenido en Hotshot por Crystal y Coot, quienes intentaron convertirlo en un hombre pantera. La novia celosa de Alcide, Debbie Pelt, irrumpe en la casa de Sookie e intenta dispararle, pero Eric recibe la bala antes de que Sookie le dispare a Debbie.

#### Dead as a Doornail
Sookie se entera de que varios hombres-animales y cambiaformas han recibido disparos y han resultado heridos, incluido Sam. Sookie consigue un camarero de reemplazo, Charles Twining, de Eric. Jason es culpado por Calvin Norris, líder de Hotshot, por los tiroteos. La casa de Sookie es incendiada pero Sookie es rescatada por su hada madrina, Claudine Crane . Un hombre muerto es encontrado afuera y se le culpa del incendio. Sookie recibe un disparo. Mientras intenta con Sam localizar al tirador, Sookie se enfrenta a la empleada de Merlotte, Sweetie Des Arts, quien se revela como la tiradora y luego también dispara a Tray Dawson, un hombre lobo que protege a Sookie enviado por Calvin, antes de ser asesinado a tiros por Andy Bellefleur . Charles ataca a Sookie y le revela que fue enviado por el creador de Longshadow para lastimar a Eric tomando algo que ama. Charles le había disparado a Sam para que Sookie tuviera que encontrar un camarero de reemplazo y le había prendido fuego a su casa antes de incriminar a un hombre inocente. Sookie se entera de que su amiga Tara Thornton se ve obligada a tener una relación con Mickey . Eric ayuda a liberar a Tara de Mickey pero, a cambio, Sookie le cuenta a Eric lo que sucedió cuando tuvo amnesia, incluida su relación y el asesinato de Debbie.

#### Definitely Dead
Sookie comienza a salir con Quinn y es atacada por hombres lobo durante una cita con Quinn. Sookie se entera de que su prima vampira, Hadley Delahoussaye, ha sido asesinada. La casera de Hadley, la bruja Amelia Broadway, había hechizado el apartamento de Hadley, pero cuando el hechizo se rompe, Sookie y Amelia son atacadas por el vampiro recién convertido Jake Purifoy, que no se levanta debido al hechizo de Amelia. Sookie y Amelia son llevadas al hospital donde Bill, mientras Eric lo presiona, revela que le habían pedido que se mudara a Bon Temps para aprender más sobre la telepatía de Sookie. Sookie le dice a la reina vampira de Luisiana, Sophie-Anne Leclerq, que Amelia planea reconstruir mágicamente el momento del cambio de Jake, que Sophie-Anne observa cómo actúan las brujas. Sophie-Anne le dice a Sookie que tiene sangre de hada que atrae a los sobrenaturales. Sophie-Anne le pide a Sookie que revise el apartamento de Hadley para localizar un brazalete de diamantes perdido que su marido le dio a la reina; El descubrimiento de la desaparición de este brazalete significaría un desastre político para Sophie-Anne. Un grupo de hombres lobo secuestra a Sookie y la lleva con la familia Pelt . Con la ayuda de Eric, Sookie puede resolver sus diferencias con los Pelt. Sookie y Quinn asisten a la fiesta que Sophie-Anne y su esposo, Peter Threadgill, organizan para celebrar su nueva unión. Peter intenta apoderarse de Luisiana y, en medio de la violencia, Quinn resulta herida. Peter finalmente muere y Sookie regresa a Bon Temps.

#### All Together Dead
Sookie acepta, en beneficio de Sophie-Anne, escuchar los pensamientos de los humanos en The Summit, asistidos por poderosos vampiros. Sophie-Anne está acusada de matar a su marido, aunque Sookie sabe que es inocente. Sookie descubre una bomba colocada fuera de la suite de Luisiana y advierte a Sophie-Anne. En el juicio de Sophie-Anne, Sookie ayuda a demostrar que los acusadores de Sophie-Anne están siendo manipulados. El hijo de Sophie-Anne, Andre Paul, obliga a Sookie a intercambiar sangre con él para intentar vincular a Sookie con Sophie-Anne. Eric intercambia sangre con Sookie para evitar que Sookie se vincule con Andre. Este intercambio con Eric hace que Sookie se vincule más estrechamente con Eric. Sookie y su compañero telépata Barry Horowitz, que se conocieron anteriormente en Dallas, se enteran de que la Comunidad del Sol ha colocado múltiples bombas en el hotel. Sookie y Barry ayudan a liberar a algunos humanos y vampiros antes de que detonen las bombas. Sookie y Barry descubren que si se toman de la mano su telepatía se magnifica y al hacerlo ayudan a encontrar humanos enterrados entre los escombros. Sookie encuentra a Andre vivo, pero Quinn lo apuesta para detener sus intenciones de usar a Sookie. Sophie-Anne escapa pero pierde las piernas. Sookie rescata a Eric, Pam y Bill.

#### From Dead to Worse
Sookie se entera de que su novio Quinn ha desaparecido. Sookie también descubre que es en parte hada después de haber descubierto que su abuela había tenido dos hijos con una mitad hada. Mientras su abuelo está muerto, su bisabuelo Niall Brigant, que es un príncipe de las hadas, quiere conocerla. Sookie descubre que una manada de hombres lobo ha comenzado a matar a la manada de Shreveport y se ve envuelta en una breve guerra entre los dos, con la manada de Shreveport ganando y Alcide su líder. Felipe de Castro, rey vampiro de Nevada, mata a Sophie-Anne y a todos los sheriffs vampiros de Luisiana excepto a Eric, que se rinde. Sookie descubre que su vínculo de sangre con Eric le permite detectar sus sentimientos y conocer su ubicación. Quinn se ha convertido en prisionera de Felipe a cambio de su ayuda para recuperar a la madre de Quinn, que escapó de un sanatorio para hombres. Sookie se reúne con Eric. La esposa de Jason, Crystal Norris, le es infiel, por lo que, como dicta la tradición de los hombres pantera, Sookie debe romperle la mano al tío de Crystal, Calvin. Sookie deja de hablar con Jason. Sookie rescata a Felipe, Eric y Sam de Sigebert . Sookie visita al hijo de Hadley, Hunter Savoy, y descubre que es un telépata.

#### Dead and Gone
La ciudad de Bon Temps, en Luisiana, junto con el resto del mundo, está a punto de verse sacudida por una gran noticia sobrenatural: al igual que los vampiros antes que ellos, los hombres lobo (humanos con la capacidad de transformarse en animales) están a punto de revelarse a la humanidad. La camarera telepática Sookie Stackhouse está preocupada por la revelación, dada la forma en que algunas personas en el pequeño pueblo denigran a cualquiera con poderes extraordinarios, incluida la propia Sookie. Si bien el anuncio inicial parece funcionar sin problemas para la mayoría de las personas, la tragedia ocurre cuando la cuñada de Sookie, una mujer pantera, es encontrada asesinada y clavada en una cruz. Jason es el principal sospechoso, pero Sookie tiene problemas aún mayores con los que lidiar cuando descubre que un malvado príncipe de las hadas está decidido a matarla.

#### Dead in the Family
Llega el creador de Eric, Appius Livius Ocella, trayendo consigo a su otro hijo vampiro , Alexei Romanov . Bill, quien sufrió envenenamiento por plata mientras rescataba a Sookie, se niega a pedir ayuda a ninguno de los otros hijos vampiros de Lorena para que su salud siga empeorando. Victor Madden, que quiere muertos a Eric, Bill y Pam, envía asesinos tras Sookie, Pam y Bill, pero los villanos no tienen éxito. Claude, el trillizo de Claudine, afirma sufrir la falta de compañía de las hadas después de haber sido excluido de la patria de las hadas y, por lo tanto, comienza a vivir con Sookie. Claude identifica que el hijo de Niall, Dermot, y otro hada han estado en la tierra de Sookie recientemente. Sookie contacta a Judith Varamon, la hija vampira de Lorena, quien cura a Bill. Sookie descubre que el hada desconocida que anteriormente estuvo en su propiedad es el padre del feto de Claudine, Colman . Colman había planeado matar a Sookie, pero decide que quiere que la arresten. Alexei mata humanos sin control antes de intentar matar a Eric y Pam. Eric mata a Alexei; Colman mata a Apio; Eric mata a Colman. Sookie y Claude liberan a Dermot de un hechizo que lo había vuelto loco.

#### Dead Reckoning
Sookie le pide a Amelia que rompa su vínculo de sangre con Eric, lo cual ella hace. Sookie descubre que el Sr. Cataliades, que le dio a la abuela y al abuelo de Sookie algo de su sangre, es responsable de sus habilidades telepáticas. Sookie vende algunos muebles a una tienda de antigüedades donde el propietario, Donald Calloway, encuentra un compartimento secreto que contiene una carta de su abuela y un objeto llamado Cluviel Dor. La abuela de Sookie explica que Cluviel Dor es un objeto mágico de amor de hadas que le permite a su poseedor un deseo y que ahora es de Sookie. Sandra Pelt, la hermana de Debbie, contrata personas para matar a Sookie, pero no lo hacen. Luego apunta a Sam y a su novia Jannalyn Hopper, obligándolos a llevarla a la casa de Sookie. Sookie le dispara a Sandra antes de que Jannalyn la mate. Sookie, Eric y Pam planean matar a Víctor y lo logran.

#### Deadlocked
Sookie no sabe qué hacer con Cluviel Dor. Niall visita a Sookie antes de llevarse a Claude con él para descubrir quién maldijo a Dermot. Felipe visita a Eric para investigar la desaparición de Víctor. En la reunión, Sookie llega y descubre que Eric se alimenta de una mujer, Kym Rowe, que pronto es encontrada muerta en el césped de Eric. El empleado de Eric, Mustapha Khan, se ha ido cuando llega la policía. Mustapha visita a Sookie y se entera de que su amigo Warren está cautivo. Freyda, la reina vampira de Oklahoma, planea convertir a Eric en su consorte. Donald llega a la casa de Sookie exigiéndole que le entregue el contenido de los muebles que le ha vendido y luego le saca un cuchillo. El Sr. Cataliades lo mata e informa a Sookie que otros conocen el Cluviel Dor. Bill y Sookie recuperan a Colton, a quien Felipe secuestró, ya que estaba presente cuando mataron a Víctor. Cuatro hombres lobo le dicen a Sookie que la llevarán con Alcide para identificar el cuerpo de Warren. Mustapha llega y la salva de las criaturas cuando se da cuenta de que pretenden hacerle daño. Sookie se entera de que Jannalyn, quien mantuvo cautivo a Warren, le había dicho a Mustapha que dejara entrar a Kym a la casa de Eric. Sookie, Mustapha y Alcide encuentran y salvan a Warren. Claude revela que había reclutado a Jannalyn para encontrar un hombre lobo al que luego le daría sangre de hada, haciéndolos irresistibles para Eric. Claude esperaba que si Sookie no estaba contenta, Niall se alejaría de Faery. Jannalyn es juzgada por la manada de Shreveport y lucha a muerte con Mustapha. Sookie se da cuenta de que Jannalyn se acerca a Alcide, a quien Sookie advierte. Alcide se aparta y Jannalyn mata a Sam. Luego, la propia Jannalyn muere. Sookie usa el Cluviel Dor para resucitar a Sam.

#### Dead Ever After
Eric avanza con sus planes de matrimonio. Sam, el amigo de Sookie y ahora copropietario de Merlotte's, está teniendo dificultades para lidiar con el hecho de haber vuelto repentinamente a la vida. Arlene ha sido liberada de prisión y le pide a Sookie que le devuelva el trabajo. Más tarde se encuentra el cuerpo de Arlene y Sookie es arrestada por su asesinato.
Para ayudarla con estos problemas, Sookie recibe la visita de Desmond Cataliades, Diantha, Barry Horowitz y Amelia Broadway y Bob. Sookie pasa por Merlotte's y termina teniendo sexo con Sam por primera vez. Sookie le dice a Sam que deben tomar las cosas con calma. Quiere asegurarse de que él no sea una relación de rebote. Sookie, Sam, Jason y Michele van a bailar a Stomping Sally's. Sookie es secuestrada por Johan Glassport, Steve Newlin y Claude Crane. Sookie logra escapar y huye de sus secuestradores hacia la seguridad de un gran grupo de personas de Stomping Sally's, quienes la han perseguido detrás de la camioneta en un esfuerzo por salvar a Sookie. Claude le rompe la cabeza a Steve Newlin, quien confiesa que él y Johan mataron a Arlene. Johan y Claude son asesinados a tiros.

Después de que Jason y Michele se casan, Sam lleva a Sookie a casa y quiere pasar la noche. Sookie espera que ella y Sam sigan juntos para Navidad pero, si no es así, sabrá que estará bien con eso.

## En otros medios
El rapero Snoop Dogg, fanático del programa de televisión, hizo una canción llamada "Oh Sookie", inspirada en el personaje. 

## Relaciones románticas
- Sam Merlotte (serie de televisión de primera temporada; primera novela y última)
- Bill Compton (novela; serie de televisión)
- Eric Northman (novela; serie de televisión)
- John Quinn (novela)
- Ben Flynn/Macklyn Warlow (serie de televisión)
- Alcide Herveaux (novela; serie de televisión)